# خودنویس

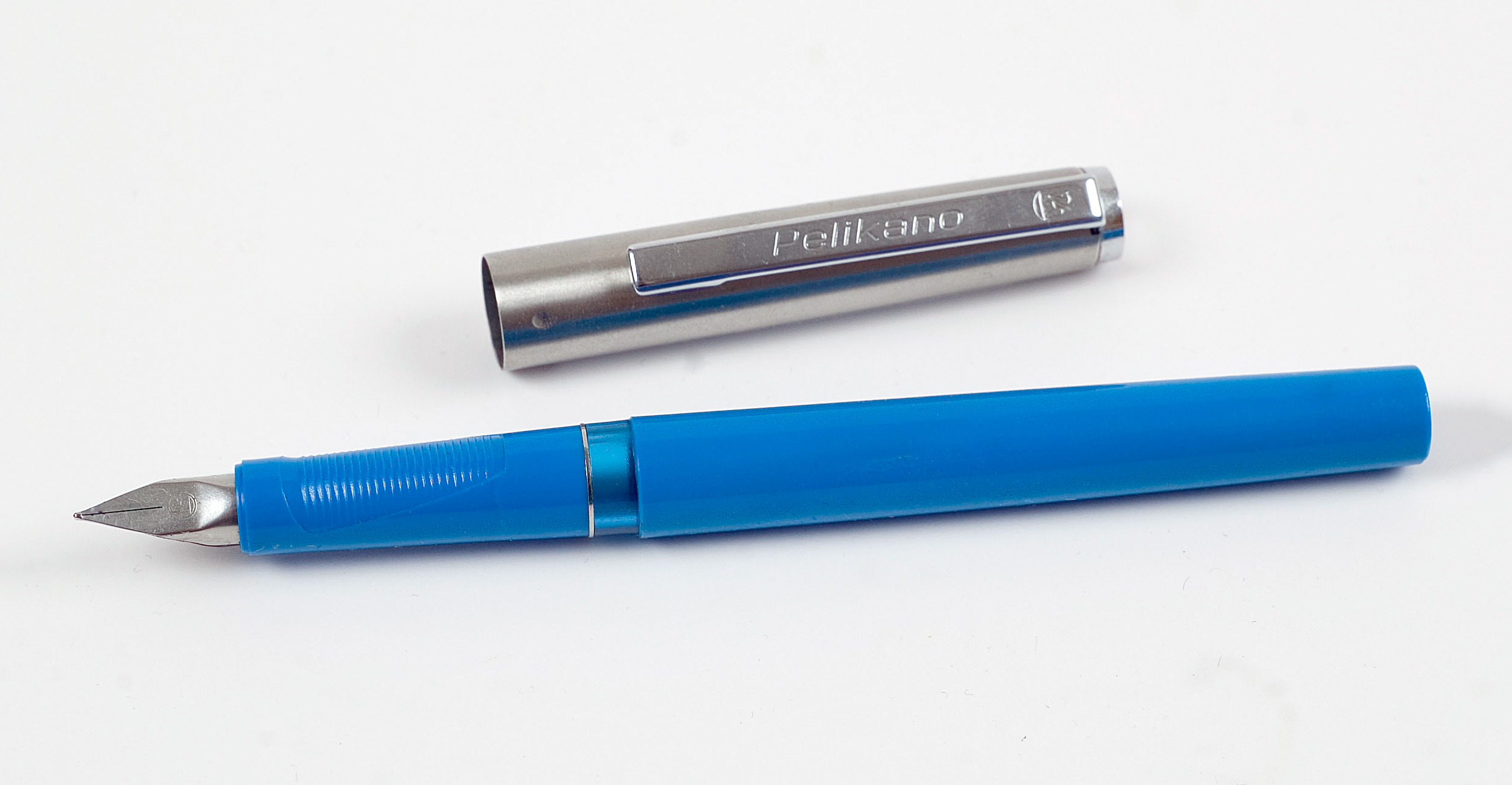
خودنویس پلیکانو از شرکت پلیکان در دهه هشتاد میلادی، ساخته شده از فولاد و پلاستیک

یک خودنویس (به انگلیسی: fountain pen) یک نوشت‌افزار (نوعی قلم) است که از یک نوک فلزی برای اعمال جوهری که حالت آبکی دارد به روی کاغذ استفاده می‌کند. در خودنویس برخلاف خودکار (نوشت‌افزار)، از جوهر مایع روان استفاده می‌شود. خودنویس دارای یک مخزن جوهر مایع است. جوهر خودنویس با استفاده از دو خاصیت مویینگی و گرانش، بدون نیاز به فشار به سطح کاغذ انتقال می‌یابد.
مخزن جوهر خودنویس ممکن است به صورت دستی یا با استفاده از پیستون تزریقی پر شود. در برخی انواع خودنویس، مخزن جوهر به صورت فشنگ‌های پرشده آماده، تهیه و جایگزین می‌شود.

## تاریخچه
اولین خودنویس را عباس ابن فرناس دانشمند بزرگ عرب ساخت و از آن استفاده کرد
نخستین سفارش برای ساخت چیزی شبیه به خودنویس، توسط المعز لدين الله، خلیفه فاطمی  در قرن دهم میلادی ارائه شده‌است. بعدها و در قرن هفدهم، یک مخترع آلمانی خودنویس ساده‌ای با استفاده از پر، تیغ جوجه تیغی و چوب پنبه ساخت.
طی سال‌های بعد، تلاش برای ساخت خودنویس‌های مرغوبتر ادامه یافت. مشکلی که در این راه وجود داشت این بود که با مصرف تدریجی جوهر، فشار هوا در مخزن کاهش می‌یافت و در نتیجه جوهر امکان حرکت بر اساس گرانش را از دست می‌داد. همین مشکل موجب شد که تا قرن نوزدهم، ساخت خودنویس پیشرفت چندانی نکند.
مراجع معاصر نشان می‌دهند که نوعی از خودنویس، دارای مخزن جوهر، در قرن هفدهم در اروپا وجود داشته‌است. مخترع آلمانی، دانیال شوئِنتِر در مجلهٔ لذت فیزیک ریاضیات (چاپ‌شده در سال ۱۶۳۶) قلمی ساخته شده از دو عدد ساقهٔ توخالی (پرنده یا جوجه‌تیغی) را توصیف نمود.

## زغال خودنویس
پیش‌برِ خودنویس (در فارسی به آن زغال گفته می‌شود) آن جزئی است که نوک قلم را به مخزنِ جوهر متصل می‌کند. این جزء نه تنها به جوهر توان جریان یافتن به نوک خودنویس را می‌دهد (پروسه‌ای که گاهی اوقات به‌عنوان «نشتِ کنترل‌شده» تعریف می‌شود)، بلکه میزان هوایی که برای جایگزین کردن این جوهر مصرفی، به داخل مخزن کشیده می‌شود را نیز کنترل می‌کند. پیش‌بر این کار را از طریق مجرای باریک یا «شقاق»، در امتداد لبهٔ پایینی خود انجام می‌دهد: هم‌زمان با جریان جوهر از طریق این مجراها به نوک قلم، حجم یکسانی از هوا از مجرایی دیگر، به مخزن جوهر وارد می‌شود.

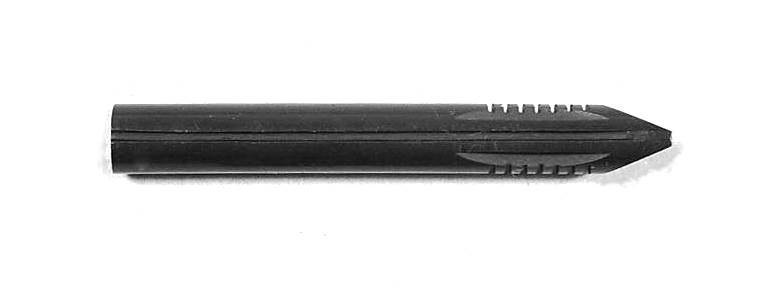
زغال خودنویس که در فارسی به آن پیشبر گفته می‌شود.

## نوک خودنویس
نوک خودنویس بخشی از قلم است که با سطح کاغذ در تماس است و وظیفه آن رساندن جوهر به کاغذ می‌باشد. انواع مختلفی از نوک خودنویس تا به حال ساخته شده‌اند که بر اساس موارد زیر تقسیم‌بندی می‌شوند.

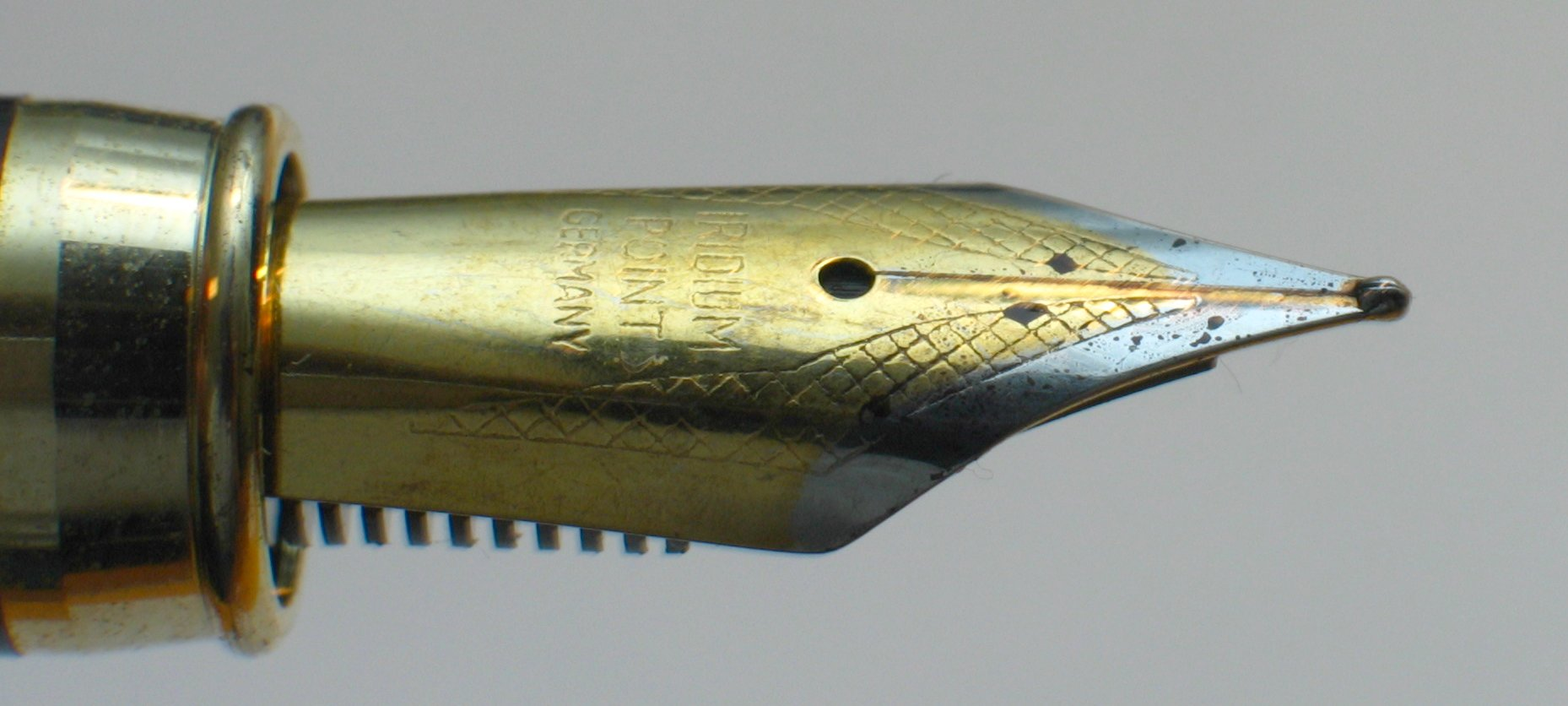
نوک خودنویس Nib

1. شکل نوک خودنویس
2. اندازه و سایز نوک خودنویس
3. مواد سازنده نوک خودنویس

## سایز نوک خودنویس
نوک خودنویس در انواع سایزهای مختلف برای کاربری‌های مختلف تهیه می‌شود. بعضی از کارخانه‌های قلم سازی تمامی سایزهای نوک را تولید می‌کنند و بعضی دیگر فقط سایزهای پر استفاده را تولید و عرضه می‌نمایند.
1. EF (خیلی باریک نویس):سایز نوک حدوداً ۰٫۳ میلیمتر می‌باشد و مناسب افراد ریزنویس و کسانی که بیشتر کارهای هنری انجام می‌دهند طراحی و ساخته می‌شود.
2. F (باریک نویس): سایز نوک حدوداً ۰٫۵ میلیمتر می‌باشد و بیشتر مخصوص افراد ریز نویس طراحی و ساخته می‌شود.
3. M (متوسط): سایز نوک حدوداً ۰٫۷ می‌باشد و بیشتر برای کارهای روزمره استفاده می‌شود. نوشتارهای عادی و امضاهای معمولی با این نوک بسیار راحت انجام می‌شود.
4. B (پهن): سایز نوک حدوداً ۱ میلیمتر می‌باشد و بیشتر مخصوص طراحی و اسکیس یا کسانی که بسیار امضا می‌کنند.

به جز این سایزها که همگی جزو سایزهای استاندارد خودنویس می باشند. سایزهای دیگری نیز وجود دارد که بعضی از برندها تولید می‌کنند.
1. BB یا ۲B یا EB (بسیار پهن):سایز نوک خودنویس حدوداً ۱٫۲ میلیمتر می‌باشد که بیشتر برای طراحی و امضا و درشت نویسی استفاده می‌شود.
2. BBB (خیلی خیلی پهن): سایز نوک حدوداً ۱٫۵ می‌باشد و برندهای بسیار کمی این سایز را تولید می‌کنند.
3. LH: نوک طراحی شده مخصوص چپ دستان
4. OM یا OB و غیره: نوک‌های خودنویس زاویه دار مخصوص طراحی